# Nadie hablará de nosotras cuando hayamos muerto
Nadie hablará de nosotras cuando hayamos muerto es una película hispano-mexicana de 1995 de cine negro y drama dirigida por Agustín Díaz Yanes.
Fue nominada a diez Premios Goya en la X edición, de los que ganó ocho, entre ellos el de mejor película, director novel y guion original (ambos para Agustín Díaz Yanes), actriz (Victoria Abril) y actor protagonista (Federico Luppi), y actriz secundaria (Pilar Bardem).
Trece años después se rodó una segunda película con el personaje de "Gloria Duque" (Victoria Abril) titulada Solo quiero caminar (2008).

## Argumento
Una española alcohólica afincada en México, Gloria Duque, presencia un tiroteo entre mafiosos y policías mientras ejerce la prostitución. Uno de los policías, antes de morir, le entrega un portafolios con las direcciones donde la banda blanquea dinero en todo el mundo. Gloria es repatriada a España y vuelve a casa de su marido en coma y su suegra, una mujer de gran entereza que siente un gran afecto por su nuera y da clases para pagar la hipoteca.
Gloria localiza en el portafolios una peletería que se dedica al blanqueo de dinero y decide robarlo haciendo un butrón desde el piso de arriba, pero tarda más tiempo del previsto y los dueños regresan antes de que Gloria pueda coger el dinero, dándole el tiempo justo para escapar.
Mientras tanto uno de los mafiosos, Eduardo, recibe el encargo de ir a buscar a Gloria a Madrid para matarla, pero este tiene dudas ya que cree que su hija está enferma como castigo divino por su vida de asesino. Gloria intenta encontrar trabajo sin éxito, por lo que decide atracar la peletería, sin embargo al salir de allí se encuentra con Eduardo quien la conduce al piso de los mafiosos. Eduardo intenta convencer a su compañero de que la deje con vida, pero este acaba matando a Eduardo. El mafioso tortura a Gloria (golpeándola e hiriéndole la rodilla con un sacacorchos) pero ella logra matarlo clavándole un bolígrafo en el cuello.
La suegra de Gloria pide dinero a una amiga rica para terminar de pagar la hipoteca y se suicida abriendo el gas (matando también a su hijo) y deja una nota a Gloria pidiéndole que se saque el graduado escolar y que sea todo lo feliz que pueda.

## Producción y rodaje
Muchos de los exteriores se rodaron en Madrid, en los distritos de: Centro, Salamanca y Puente de Vallecas.

## Reparto
- Gloria Duque - Victoria Abril
- Doña Julia - Pilar Bardem
- Eduardo - Federico Luppi
- Oswaldo - Daniel Giménez Cacho
- Doña Amelia - Ana Ofelia Murguía
- Juan - Ángel Alcázar
- Ramiro - Saturnino García
- María Luisa - Marta Aura
- Evaristo - Guillermo Gil
- Marisa - Mari Paz Ballesteros

## Palmarés cinematográfico
Festival Internacional de Cine de San Sebastián
| Año  | Categoría                         | Persona                    | Resultado |
| ---- | --------------------------------- | -------------------------- | --------- |
| 1995 | Concha de Plata a la mejor actriz | Victoria Abril             | Ganadora  |
| 1995 | Premio especial del Jurado        | Premio especial del Jurado | Ganadora  |

X edición de los Premios Goya
| Categoría                     | Persona                                  | Resultado  |
| ----------------------------- | ---------------------------------------- | ---------- |
| Mejor película                | Mejor película                           | Ganadora   |
| Mejor director novel          | Agustín Díaz Yanes                       | Ganador    |
| Mejor actriz protagonista     | Victoria Abril                           | Ganadora   |
| Mejor actor protagonista      | Federico Luppi                           | Candidato  |
| Mejor actriz de reparto       | Pilar Bardem                             | Ganadora   |
| Mejor guion original          | Agustín Díaz Yanes                       | Ganador    |
| Mejor música original         | Bernardo Bonezzi                         | Ganador    |
| Mejor montaje                 | José Salcedo                             | Ganador    |
| Mejor dirección de producción | José Luis Escolar                        | Ganador    |
| Mejor maquillaje y peluquería | Ana Lozano Carlos Paradela Jesús Moncusi | Candidatos |

Medallas del Círculo de Escritores Cinematográficos de 1995 
| Categoría         | Persona            | Resultado |
| ----------------- | ------------------ | --------- |
| Mejor película    | Mejor película     | Ganadora  |
| Premio revelación | Agustín Díaz Yanes | Ganador   |